# Embalse de Puente Porto
El embalse de Puente Porto está ubicado en la provincia de Zamora, comunidad autónoma de Castilla y León, España. Fue construido por Hidroeléctrica de Moncabril en 1953. Tras la catástrofe de Ribadelago de 1959, la empresa fue instada a rebajar el nivel de Puente Porto, así como a mantener un resguardo de 3 m de altura en previsión de posibles avenidas.